# Маријана и Викторија
Маријана и Викторија бугарски је поп-фолк дуо, основано 2000. године. Групу су чиниле Маријана и Викторија. Група се распала 2005. године. 

## Дискографија

### Албуми
- (2004)

### Спотови
| Спот | Година | Режисер        |
| ---- | ------ | -------------- |
|      | 2002   |                |
|      | 2002   | Румен Атанасов |
|      | 2003   | Румен Атанасов |
|      | 2003   | Георги Колев   |
|      | 2004   | Илијан Петров  |

### Фолклорни спотови
| Спот | Година |
| ---- | ------ |
|      | 2004   |
|      | 2004   |

### Тв верзије
| Спот | Година | Албума          |
| ---- | ------ | --------------- |
|      | 2002   | Любовта е съдба |